# Les Charlots
Les Charlots is een Franse muziekgroep opgericht in 1965 door Gérard Rinaldi (zanger), Jean Sarrus (bassist), Gérard Filipelli (gitarist solo), Luis Rego (gitarist ritmisch) en Donald Rieubon (drummer). Hun manager was Christian Fechner. De groep brengt voornamelijk humoristische liedjes. In België en Nederland zijn ze vooral bekend als acteurs uit diverse Franse films.
Niet lang na oprichting verliet Donald Rieubon de groep al omwille van zijn legerdienst. Hij werd toen vervangen door Jean-Guy Fechner, de broer van hun manager.
Luis Rego stopte officieel met Les Charlots nadat hun tweede film "Les Bidasses" was uitgekomen. Desondanks keerde hij terug als acteur in enkele latere films waar Les Charlots ook te zien waren.
Jean-Guy Fechner besloot enkele jaren later om te stoppen na een onenigheid met zijn broer en de andere bandleden.
Toen het met "Les Charlots" halfweg de jaren 1980 sterk achteruit ging, besloot zanger Gérald Rinaldi om te stoppen. Hij werd vervangen door Richard Bonnot.
Nadat de film Les Retour des Charlots in 1992 werd uitgebracht, stopten Richard Bonnot, Gérard Filipelli en Jean Sarrus. Dit was voorlopig het einde van "Les Charlots" tot wanneer Gérard Rinaldi en Jean Sarrus in 2008 besloten om de groep opnieuw op te starten.

## Film
"Les Charlots" waren te zien als acteur in diverse films:
- 1970: La grande java
- 1971: Les Bidasses en folie
- 1972: Les fous du stade
- 1972: Les Charlots font l'Espagne
- 1974: Le grand bazar
- 1973: Les quatre Charlots mousquetaires
- 1973: Les Charlots en folie
- 1974: Les Bidasses s'en vont en guerre
- 1975: Bons baisers de Hong Kong
- 1978: Et vive la liberté!
- 1979: Les Charlots en délire
- 1980: Les Charlots contre Dracula
- 1983: Le Retour des bidasses en folie
- 1984: Charlots Connection
- 1992: Le Retour des Charlots

## Discografie
- 1966: Elle a gagné le yoyo en bois du Japon avec la ficelle du même métal / Der Noël von Scharlots
- 1967: Les plaies-bois / Les cha cha typiques / Cet été c'était toi / L'amour avec toé
- 1967: Mange ta soupe Herman / Gros bébé / Hey Max / Albert le contractuel
- 1967: Paulette la reine des paupiettes / Si tous les hippies avaient des clochettes / J'ai oublié bon bouchoir / Les nouilles
- 1967: Berry Blues / Viens Bobonne / T.V.A T.V.A (A moi d'payer) / Necro-bossa
- 1968: Je chante en attendant que ça sèche / Say what I say / Je suis trop beau / Y'a plus d'vodka
- 1968: Je m'énerve / Aspirine Tango / Le clown (je deviendrai roi) / Gustine oh ! Gustine
- 1968: Sur la route de Pen'zac / Le Sheik / Le trompette en bois / Il m'a vu nue
- 1968: Tu finiras sur les planches / Sur la commode / Dure de la feuille / Les jardins de l'Alhambra
- 1969: Fais-moi mal Johnny / On n'est pas là pour se faire engueuler
- 1969: Le Pauvre Mec / Saint-Rock
- 1970: Derrière chez moi / C'est la fin de l'été
- 1970: Sois érotique / Hbibi Diali
- 1971: Merci patron / Berrystock
- 1971: L'allumeuse de vrais berbères / au pas cadencé
- 1972: Ah ! les fraises et les framboises / Sous les bananiers
- 1972: Au pays des pesetas / Histoire drôle
- 1972: Si tu n'veux pas payer d'impôts ... cach' ton piano / Tu sens la menthe
- 1973: J'irai revoir la Normandie
- 1973: Music-Boutique
- 1973: Paroles, paroles, joli motard / Hénin-Liétard
- 1974: La ballade de Constance / Mon ami Tango
- 1974: La marche des Mousquetaires / La ballade des valets
- 1974: Le chou farci / J'bois plus d'eau
- 1976: From Hong-Kong with love / Georges Super Star
- 1976: La biguine au biniou / Y'en a pas deux comme toi
- 1977: Histoire merveilleuse
- 1979: À l'A.N.P.E. / Ouille, ça fait mal
- 1982: Chagrin d'labour
- 1983: C'est trop ... c'est trop !
- 1983: L'Apérobic
- 1983: Yodoloï
- 1984: Vamos a trabajar - Ca boogie-woogait
- 1985: Ah ! Viens !
- 1986: Toot toot première fois (Toute première fois) / Station Barbes (La boite de Jazz)
- 1988: Pour pas qu'l'amour Capote: 45t en vente exclusive en Pharmacie - Face B: Pr CHERMANN Co-découvreur virus HIV
- 1991: La pétanque
- 2008: T'as les sixties - Le blues du fumeur